# Luna 23
Luna 23 (em russo: Луна que significa lua), foi a designação da nona missão robótica, esta mau sucedida, conduzida pela União Soviética, com o objetivo de pousar na Lua e retornar uma amostra do solo lunar para a Terra. A espaçonave usada nessa missão era do tipo E-8-5M.

## A espaçonave
A espaçonave consistia de dois estágios interligados: um estágio de descida e um estágio de subida montado sobre o primeiro. O estágio de descida era um cilindro montado sobre um conjunto de tanques esféricos com quatro "pernas", um motor principal e jatos auxiliares para atuar durante a descida diminuindo a velocidade. O estágio de subida, era um cilindro menor com o topo arredondado. Ele carregava um recipiente hermeticamente fechado para a amostra de solo dentro de uma capsula de reentrada esférica.

## A missão

### Lançamento
O lançamento da Luna 23, ocorreu em 28 de Outubro de 1974 as 14:30:32 UTC, através de um foguete Proton-K, a partir da plataforma 81/24 do Cosmódromo de Baikonur que a levou a uma órbita de espera intermediária e em seguida impulsionada em direção à Lua.

### Percurso e órbita
Depois de cinco dias de voo em direção à Lua, que incluíram uma única manobra de correção de curso realizada em 31 de Outubro, a Luna 23 entrou numa órbita de 104 x 94 km e 138° de inclinação, em 2 de Novembro de 1974. Nessa órbita foram efetuados estudos sobre a gravidade lunar.

### Pouso
Depois de várias manobras de alteração orbital, a espaçonave desceu à superfície lunar em 6 de Novembro de 1974, pousando na parte mais ao Sul do Mare Crisium. As coordenadas de pouso foram: 13° de latitude Norte e 62° de longitude Leste. Durante o pouso em "terreno desfavorável", o dispositivo de perfuração e recolhimento de amostras foi danificado, impedindo a execução do objetivo primário da missão de retornar amostras de solo lunar para a Terra. Os cientistas desenvolveram um plano alternativo e limitado de experimentos com o que restou dos instrumentos. Os controladores mantiveram contato com a espaçonave até 9 de Novembro de 1974.

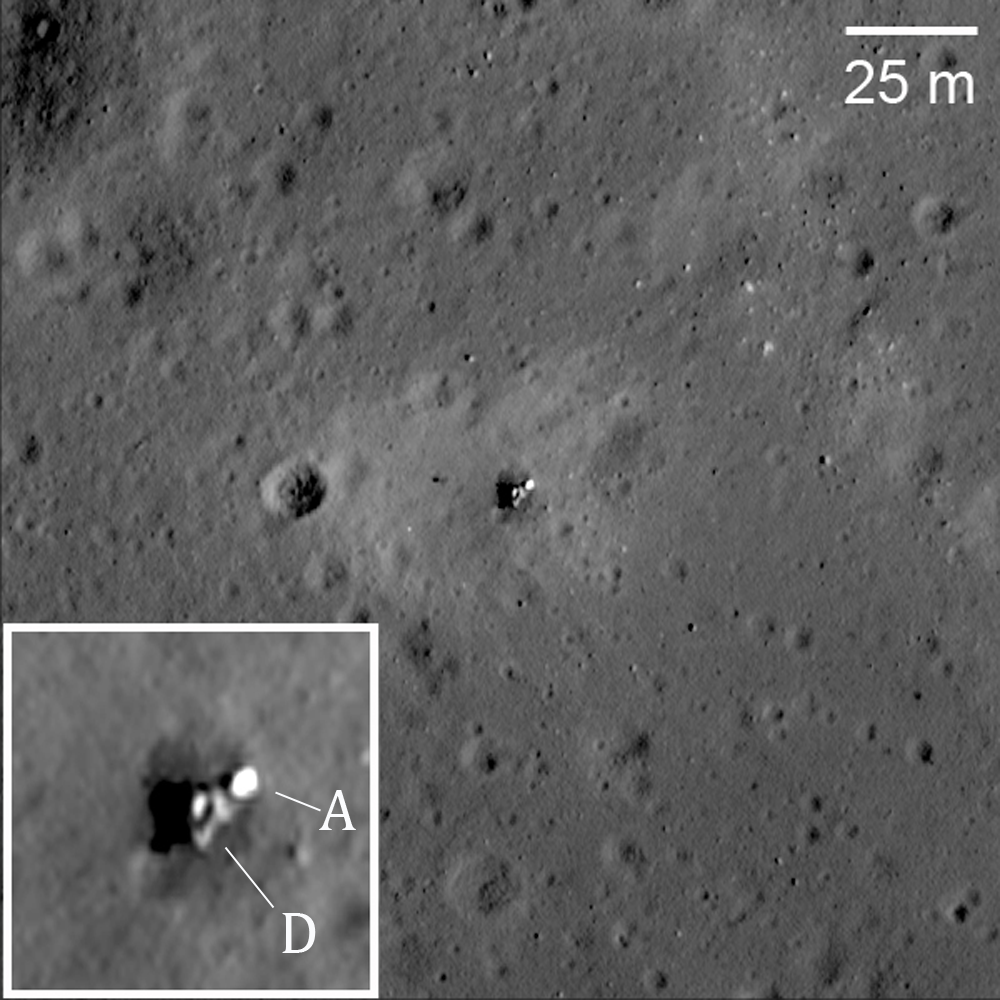
A Luna 23 tombada em seu local de pouso, fotografada pelo LRO.

## Curiosidades
- A Luna 23, foi a primeira das missões de retorno de amostra de solo lunar a usar a versão modificada de plataforma, chamada E-8-5M, projetada para uma perfuração mais profunda. Enquanto a Luna 16 e a Luna 20 retornaram amostras retiradas a cerca de 35 cm da superfície, esse novo modelo poderia chegar a profundidade de 2,5 m.[3]
- Imagens de alta resolução capturadas pelo Lunar Reconnaissance Orbiter (LRO) da NASA liberadas em Março de 2012, mostram a Luna 23 tombada na superfície lunar. Isso evidencia que na verdade a espaçonave tombou durante o pouso, provavelmente devido a velocidade vertical e/ou horizontal excessivas no momento em que tocou o solo.[4]